# Bộ Hai răng cửa
Bộ Hai răng cửa  (tên khoa học: Diprotodontia (/daɪˌproʊtɵˈdɒnʃⁱə/; tiếng Hy Lạp: διπρωτός – diprotos, nghĩa là "hai phía trước" và οδοντος odontos nghĩa là "răng") là một bộ khoảng 125 loài bao gồm các loài thú có túi như kangaroo, wallaby, possum, koala, wombat, và một số loài khác. Diprotodon và Thylacoleo là hai chi thuộc bộ Hai răng cửa đã tuyệt chủng rất lớn.

## Hóa thạch
Các mẫu hóa thạch cổ nhất có niên đại vào khoảng Oligocen muộn (23.03 Ma-28.4 Ma), và loài cổ nhất đã được xác định là Hypsiprymnodon bartholomaii niên đại Miocen sớm.

## Phân loại
Cho đến nay chỉ có 2 phân bộ Diprotodontia: Vombatiformes bao gồm wombat và koala, còn Phalangerida bao gồm tất cả các họ còn lại. Kirsch et al. (1997) chi các họ thành 3 phân bộ. Ngoài ra, sáu họ Phalangeriformes được chia thành 2 liên họ.
Bộ DIPROTODONTIA
- Chi †Brachalletes
- Chi †Koalemas
- Chi †Sthenomerus
- Chi †Nimbadon
- Họ †Thylacoleonidae (sư tử có túi)
- Họ †Palorchestidae
- Họ †Wynyardiidae
- Phân bộ Vombatiformes
  - Họ Phascolarctidae: Koala (1 loài)
  - Họ Vombatidae: wombats (3 loài)
  - Họ †Ilariidae
  - Họ †Diprotodontidae
- Phân bộ Phalangeriformes
  - Liên họ Phalangeroidea
    - Họ Phalangeridae: brushtail possums and cuscuses
    - Họ Burramyidae: pygmy possums

  - Liên họ Petauroidea
    - Họ Tarsipedidae: Honey possum
    - Họ Petauridae (Striped Possum, Leadbeater's Possum, Yellow-bellied Glider, Sugar Glider, Mahogany Glider, Squirrel Glider)
    - Họ Pseudocheiridae: ringtailed possums and allies
    - Họ Acrobatidae: (Feathertail Glider và Feather-tailed Possum)
- Phân bộ Macropodiformes
  - Họ †Balbaridae: basal quadrupedal kangaroos
  - Họ Macropodidae: kangaroos, wallabies and allies
  - Họ Potoroidae: bettongs, potaroos and rat-kangaroos
  - Họ Hypsiprymnodontidae: Musky Rat-kangaroo
  - Họ ?†Ganguroo
  - Họ ?†Galanaria

† chỉ các họ, chi hay loài tuyệt chủng.